# Robert Murdoch
Pour les articles homonymes, voir Murdoch.
Robert John Murdoch, dit Bob Murdoch (né le 20 novembre 1946 à Kirkland Lake, en Ontario au Canada, et mort 3 août 2023 à Calgary,), est un entraîneur et un joueur professionnel canadien de hockey sur glace qui évoluait au poste de défenseur.

## Biographie
Murdoch signe son premier contrat professionnel avec les Canadiens de Montréal en mars 1970 mais est envoyé aux North Stars du Minnesota en mai pour compléter une transaction datant de 1968 entre les deux franchises, puis, quelques jours plus tard, il est réclamé à nouveau par Montréal. Il passe l'essentiel de ses deux premières saisons avec le club-école des Canadiens, les Voyageurs de Montréal dans la Ligue américaine de hockey puis devient titulaire avec les Canadiens pour la saison 1972-1973. Avec eux il remporte la Coupe Stanley à deux reprises en 1971 et 1973. Il est ensuite échangé aux Kings de Los Angeles avec lesquels il dispute six saisons puis il rejoint les Flames d'Atlanta (qui deviennent ensuite les Flames de Calgary) où il termine sa carrière de joueur en 1982.
À sa retraite, il devient entraîneur-assistant de Bob Johnson pour les Flames, poste qu'il occupe pendant cinq saisons. En 1987, il est engagé par les Blackhawks de Chicago qui le nomment entraîneur en chef de la franchise. Il ne passe qu'une seule saison avec Chicago et rejoint ensuite les Jets de Winnipeg. Bien que la franchise soit éliminée dès la première ronde des séries éliminatoires de la saison 1989-1990, Murdoch remporte le trophée Jack-Adams qui récompense le meilleur entraîneur de la saison dans la LNH.
Sa seconde saison à la tête des Jets est moins bonne, l'équipe ne parvenant pas à se qualifier pour les séries, et il quitte la franchise pour devenir entraîneur-associé des Sharks de San José, poste qu'il occupe pendant deux saisons. En 1994, il se rend en Europe et devient entraîneur des Maddogs de Munich dans le Championnat d'Allemagne de hockey sur glace, la Deutsche Eishockey-Liga (DEL). Il ne termine pas cette première année avec l'équipe de Munich, celle-ci faisant faillite après 27 matchs. Il est alors recruté en cours de saison par le Kölner Haie qu'il mène au titre de champion d'Allemagne après avoir terminé la saison régulière à la sixième place. Il reste entraîneur de l'équipe les deux années suivantes où l'équipe remporte à chaque fois la saison régulière mais échoue en série à chaque fois.
En 1999, il devient entraîneur des Ice Tigers de Nuremberg et prend sa retraite d'entraîneur en 2002.

## Statistiques

### Joueur
| Saison     | Équipe                          | Ligue      |     | Saison régulière | Saison régulière | Saison régulière | Saison régulière | Saison régulière |    | Séries éliminatoires | Séries éliminatoires | Séries éliminatoires | Séries éliminatoires | Séries éliminatoires |
| Saison     | Équipe                          | Ligue      | PJ  | B                | A                | Pts              | Pun              | PJ               | B  | A                    | Pts                  | Pun                  |                      |                      |
| 1968-1969  | Nationals d'Ottawa              | OHASr      | 6   | 0                | 1                | 1                | 2                |                  |    |                      |                      |                      |                      |                      |
| 1969-1970  | Voyageurs de Montréal           | LAH        | 6   | 0                | 2                | 2                | 6                | --               | -- | --                   | --                   | --                   |                      |                      |
| 1970-1971  | Voyageurs de Montréal           | LAH        | 66  | 8                | 20               | 28               | 69               | 3                | 1  | 2                    | 3                    | 4                    |                      |                      |
| 1970-1971  | Canadiens de Montréal           | LNH        | 1   | 0                | 2                | 2                | 2                | 2                | 0  | 0                    | 0                    | 0                    |                      |                      |
| 1971-1972  | Voyageurs de la Nouvelle-Écosse | LAH        | 53  | 7                | 32               | 39               | 53               | --               | -- | --                   | --                   | --                   |                      |                      |
| 1971-1972  | Canadiens de Montréal           | LNH        | 11  | 1                | 1                | 2                | 8                | 1                | 0  | 0                    | 0                    | 0                    |                      |                      |
| 1972-1973  | Canadiens de Montréal           | LNH        | 69  | 2                | 22               | 24               | 55               | 13               | 0  | 3                    | 3                    | 10                   |                      |                      |
| 1973-1974  | Kings de Los Angeles            | LNH        | 76  | 8                | 20               | 28               | 85               | 5                | 0  | 0                    | 0                    | 2                    |                      |                      |
| 1974-1975  | Kings de Los Angeles            | LNH        | 80  | 13               | 29               | 42               | 116              | 3                | 0  | 1                    | 1                    | 4                    |                      |                      |
| 1975-1976  | Kings de Los Angeles            | LNH        | 80  | 6                | 29               | 35               | 103              | 9                | 0  | 5                    | 5                    | 15                   |                      |                      |
| 1976-1977  | Kings de Los Angeles            | LNH        | 70  | 9                | 23               | 32               | 79               | 9                | 2  | 3                    | 5                    | 14                   |                      |                      |
| 1977-1978  | Kings de Los Angeles            | LNH        | 76  | 2                | 17               | 19               | 68               | 2                | 0  | 1                    | 1                    | 5                    |                      |                      |
| 1978-1979  | Kings de Los Angeles            | LNH        | 32  | 3                | 12               | 15               | 46               | --               | -- | --                   | --                   | --                   |                      |                      |
| 1978-1979  | Flames d'Atlanta                | LNH        | 35  | 5                | 11               | 16               | 24               | 2                | 0  | 0                    | 0                    | 4                    |                      |                      |
| 1979-1980  | Flames d'Atlanta                | LNH        | 80  | 5                | 16               | 21               | 48               | 4                | 1  | 1                    | 2                    | 2                    |                      |                      |
| 1980-1981  | Flames de Calgary               | LNH        | 74  | 3                | 19               | 22               | 54               | 16               | 1  | 4                    | 5                    | 36                   |                      |                      |
| 1981-1982  | Flames de Calgary               | LNH        | 73  | 3                | 17               | 20               | 76               | 3                | 0  | 0                    | 0                    | 0                    |                      |                      |
| Totaux LNH | Totaux LNH                      | Totaux LNH | 757 | 60               | 218              | 278              | 764              | 69               | 4  | 18                   | 22                   | 92                   |                      |                      |

| Année | Compétition          |   | PJ | B | A | Pts | Pun      |  | Résultat |
| 1969  | Championnat du monde | 5 | 0  | 0 | 0 | 2   | 4e place |  |          |

### Entraîneur
| Saison    | Équipe                  | Ligue |    | PJ | V  | D  | N | Pr     | % V                   |  | Séries éliminatoires |
| 1987-1988 | Blackhawks de Chicago   | LNH   | 80 | 30 | 41 | 9  | 0 | 43,1 % | Éliminés en 1re ronde |  |                      |
| 1989-1990 | Jets de Winnipeg        | LNH   | 80 | 37 | 32 | 11 | 0 | 53,1 % | Éliminés en 1re ronde |  |                      |
| 1990-1991 | Jets de Winnipeg        | LNH   | 80 | 26 | 43 | 11 | 0 | 39,4 % | Non qualifiés         |  |                      |
| 1994-1995 | Maddogs de Munich       | DEL   | 27 | 17 | 9  | 1  | 0 | 64,8 % | Faillite du club      |  |                      |
| 1994-1995 | Kölner Haie             | DEL   |    |    |    |    |   |        | Vainqueurs            |  |                      |
| 1995-1996 | Kölner Haie             | DEL   | 50 | 37 | 9  | 4  | 0 | 78,0 % | Finalistes            |  |                      |
| 1996-1997 | Kölner Haie             | DEL   | 50 | 36 | 10 | 2  | 2 | 76,0 % | Quart de finale       |  |                      |
| 1999-2000 | Ice Tigers de Nuremberg | DEL   |    |    |    |    |   |        | Non qualifiés         |  |                      |
| 2000-2001 | Ice Tigers de Nuremberg | DEL   | 60 | 34 | 18 | 0  | 8 | 63,3 % | Quart de finale       |  |                      |
| 2001-2002 | Ice Tigers de Nuremberg | DEL   | 60 | 38 | 18 | 0  | 4 | 66,7 % | Quart de finale       |  |                      |